# 宮田本店
株式会社宮田本店（みやたほんてん）は、宮崎県日南市大堂津の醸造会社。芋焼酎『日南娘』、『銀の星』のメーカーとして知られ、他に醤油類なども製造している。

## 沿革
1804年（文化元年）、創業者である宮田萬吉が大坂で醸造法を学び、帰郷して酢の醸造を手がけたのが宮田家の醸造業の始まりである。
大正時代の1921年、4代目の宮田猪積が、「櫻井」という銘柄で焼酎の製造を開始し、さらに昭和に入って1928年からは、「宮の鶴」の銘柄でみりん、「ミヤタ醤油」の銘柄で醤油も製造するようになった。
第二次世界大戦後の1953年、5代目の宮田利秋が株式会社宮田本店を設立し、焼酎「銀の星」を発売、1971年には6代目の宮田潤一が焼酎「日南娘」を発売してその後の主要銘柄が揃った。
1986年、7代目の宮田育紀が社長となった。2011年に宮田育紀が死去し、以降は未亡人である宮田千賀子が、社長と杜氏を務めている。「8代目」は息子の健矢が名乗っている
。
もともとかなり小規模な蔵元で、2000年前後から酒店に注目されて流通するようになり十数年を経て生産量が6倍に伸びたというが、それでも宮崎県内の蔵元としては小規模な部類とされている。2000年代には、「日南娘」や「銀の星」が熊本国税局の酒類鑑評会でしばしば入賞した。杜氏が代わった2017年にも入賞を果たしている。

## 銘柄
芋焼酎
- 日南娘[15] - アルコール分20度と25度がある

派生商品として「日南娘 黒麹仕込み」、「日南娘 甕壺寝かし」、「日南娘 無濾過」がある
- 銀の星[16]
- 大地の香味 - 有機農法による芋のみを使った[17]、契約酒店「さいとう酒店」のプライベートブランド商品[18]

米焼酎
- 宮田屋

リキュール（みりん）
- 宮の鶴

以上、自社で製造している商品のほか、委託製造によって扱っている商品として、酢、味噌、ウスターソースがある。

### かつて取り扱っていた銘柄
- あなたのそばに - 芋焼酎[19]、1990年代前後に製造されていた[20]